# Családom, darabokban
A Családom, darabokban (eredeti cím: Life in Pieces) 2015-ben bemutatott amerikai televíziós sorozat. A sorozat alkotója Justin Adler, a történet pedig a Short család mindennapjaiba enged betekintést. A főbb szereplők közt megtalálható Colin Hanks, Betsy Brandt, Thomas Sadoski, Zoe Lister-Jones és Dan Bakkedahl.
A sorozatot az Amerikai Egyesült Államokban a CBS adta 2015. szeptember 21. és 2019. június 27. között. Magyarországon a Comedy Central mutatta be 2016. február 29-én, az utolsó évadot a Comedy Central Family kezdte sugározni 2021. január 2-án.

## Cselekmény
A sorozat a Los Angeles megyében élő Short család három generációjának tagjainak mindennapjajt követi nyomon. Egy epizód általában három történetet követ nyomon, amit a család három különböző tagja meséli el, ehhez kötődik egy negyedik történet, ami összefogja ezt a három sztorit.

## Szereplők
| Szereplő                     | Színész           | Magyar hang       |
| ---------------------------- | ----------------- | ----------------- |
| Gregory Short                | Colin Hanks       | Seszták Szabolcs  |
| Heather Short Hughes         | Betsy Brandt      | Németh Borbála    |
| Matthew Short                | Thomas Sadoski    | Varga Gábor       |
| Jennifer Collins Short       | Zoe Lister-Jones  | Kis-Kovács Luca   |
| Dr. Timothy Hughes           | Dan Bakkedahl     | Holl Nándor       |
| Colleen Brandon Ortega Short | Angelique Cabral  | Mezei Kitty       |
| Tyler Hughes                 | Niall Cunningham  | Czető Ádám        |
| Samantha Hughes              | Holly J. Barrett  | Koller Virág      |
| Sophia Hughes                | Giselle Eisenberg | Pál Zsófia        |
| John Doe Short               | James Brolin      | Rosta Sándor      |
| Dr. Joan Pirkle Short        | Dianne Wiest      | Zsurzs Kati       |
| Chad                         | Jordan Peele      | Varga Rókus       |
| Dr. Sally Hong               | Susan Park        | Sipos Eszter Anna |
| Doug                         | Riley Bodenstab   | Kántor Zoltán     |

## Epizódok
| Évad | Évad | Epizódok | Eredeti sugárzás     | Eredeti sugárzás  | Eredeti adó | Magyar sugárzás   | Magyar sugárzás   | Magyar adó            |
| Évad | Évad | Epizódok | Évadpremier          | Évadfinálé        | Eredeti adó | Évadpremier       | Évadfinálé        | Magyar adó            |
| ---- | ---- | -------- | -------------------- | ----------------- | ----------- | ----------------- | ----------------- | --------------------- |
|      | 1    | 22       | 2015. szeptember 21. | 2016. március 31. | CBS         | 2016. február 29. | 2016. július 25.  | Comedy Central        |
|      | 2    | 22       | 2016. október 27.    | 2017. május 11.   | CBS         | 2017. július 11.  | 2017. december 5. | Comedy Central        |
|      | 3    | 22       | 2017. november 2.    | 2018. május 17.   | CBS         | 2019. május 20.   | 2019. június 18.  | Comedy Central        |
|      | 4    | 13       | 2019. április 18.    | 2019. június 27.  | CBS         | 2021. január 2.   | 2021. január 17.  | Comedy Central Family |